# Porta Marzia
La Porta Marzia est le nom de l'une des antiques portes de l'enceinte murale étrusque de la ville de Pérouse en région Ombrie (Italie).

## Historique
Remontant à la seconde moitié du IIIe siècle av. J.-C., elle est enchâssée en 1540 dans la muraille extérieure de la Rocca Paolina. Souhaitée par le pape Paul III, l'architecte de la nouvelle forteresse, Antonio da Sangallo le Jeune  la fit démonter et la replaça à quatre mètres de distance de sa position initiale.

## Description
Construite en travertin, elle présente un arc en plein cintre encadré par des lésènes avec des chapiteaux à rosette centrale, surmonté par une balustrade scandée par quatre piliers de style italo-corinthien de laquelle se détachent cinq sculptures ; au centre domine la scène de Jupiter entre les  Dioscures Castor et Pollux (ces divinités étaient protectrices de la cité) flanqués des chevaux respectifs aux deux extrémités. Deux autres têtes, peut-être des dieux tutélaires des entrées, se trouvent dans les triangles entre l'arc et les lésènes. La pierre au sommet de l'arc, aujourd'hui dégradée, représentait une tête de cheval. Sur l'architrave sous l'arc se lit l'épigraphe  Augusta Perusia et dans le cadre supérieur est gravée l'inscription Colonia Vibia.
Le nom de la porte peut dériver de la proximité d'un temple dédié à Mars et ou  se déroulèrent des jeux martiaux.

## Sources
- (it) Cet article est partiellement ou en totalité issu de l’article de Wikipédia en italien intitulé « Porta Marzia » (voir la liste des auteurs).